# Goodnight Lovers
"Goodnight Lovers" este cea de-al 39-lea single al formației Depeche Mode, lansat în 11 februarie 2002. Este al patrulea și ultimul single pentru albumul Exciter.
"Goodnight Lovers" este o alegere ciudată pentru un single, care a surprins foarte mulți fani, care se așteptau la "The Dead Of Night" sau "The Sweetest Condition". A fost surprinzător faptul, deoarece piesa nu a fost cântată în timpul turneului Exciter, fiind prima piesă care nu a fost cântată live în timpul turneului albumului său ca și Little 15 (aceasta a fost mai târziu inclusă în turneul Touring The Angel).
Albumul este cuprins din patru piese muzicale, remixuri ale melodiilor "The Dead Of Night", "When The Body Speaks" și "Goodnight Lovers"
Toate melodiile au fost compuse de Martin Gore

## Videoclip
Videoclipul melodiei "Goodnight Lovers" a fost filmat în Germania și ne prezintă diferite imagini cu membrii formației.

## Ediții

##### Ediția comercială în Europa
(album pe discuri de vinyl 12" lansat de Mute)
1. "Goodnight Lovers" - 3:48
2. "When the Body Speaks" (Acoustic) - 6:00
3. "The Dead of Night" (Electronicat Remix) - 7:38
4. "Goodnight Lovers" (isan Falling Leaf Mix) - 5:53

##### Ediția comercială în Marea Britanie
(album pe CD lansat de Mute)
1. "Goodnight Lovers" - 3:48
2. "When the Body Speaks" (Acoustic) - 6:00
3. "The Dead of Night" (Electronicat Remix) - 7:38
4. "Goodnight Lovers" (isan Falling Leaf Mix) - 5:53

## Legături Externe
- Versuri Goodnight Lovers